# Kapafogú őselefántok
A kapafogú őselefántok (Deinotheriidae) az emlősök (Mammalia) osztályának ormányosok (Proboscidea) rendjébe, ezen belül a fosszilis Plesielephantiformes alrendjébe tartozó család.
Először Afrikában jelentek meg, majd Dél-Ázsiában és Európában. Létezésük alatt nem sokat változtak, legfeljebb méretük nőtt meg, a késő miocén idején ők voltak a legnagyobb szárazföldi állatok. Legjellegzetesebb külső jegyük az alsó állkapcsukból lefelé görbülő agyar.
Nem voltak túl változatos család, mindössze három nemük létezett: a Chilgatherium, a Prodeinotherium és a Deinotherium. Ezek az evolúciójuk során egymásból fejlődtek ki, és az egyik gyakorlatilag felváltotta a másikat. A mamutokkal (Mammuthus) és a masztodonfélékkel (Mammutidae) ellentétben a kapafogú őselefántok kihaltak a pleisztocén kezdete előtt, azaz már nem érték meg a jégkorszakot.

## Leírásuk
Testük formája és testarányaik a ma élő modern elefántokéval (Elephantidae) gyakorlatilag megegyező volt. Lábaik hosszúak voltak, koponyájuk viszont lapítottabb. A felső fogsorukból hiányzott a metszőfog és a szemfog, helyette öt-öt pár zápfog volt jelen, amelyek az állkapocsban is jelen voltak. Az első fogakkal feltehetően összezúzták a táplálékot, a hátsókkal feldarabolták, hasonlóan a mai tapírokhoz (Tapiridae).
Az állkapocs első része lefelé görbült, ebben volt egy pár meghosszabbodott metszőfog, egyfajta agyar. Ezek is lefelé és hátrafelé görbültek, legismertebb jellegzetességük volt. A magyar nevükkel ellentétben a fogakat nem kapaként használták, hanem a növényzet lekopaszítására.
A kapafogú őselefántok megettek bármit, ami a talajszint felett nőtt. Fogaik állapota alapján lágyszárú erdei növényzetet ettek, kapafogukkal pedig a fák kérgét is képesek voltak lehántani.
A Deinotherium giganteum mellső lábai hosszabbak voltak, amelyekkel az állat az előretörő szavannás környezethez alkalmazkodott. A faj ugyanis feltehetőleg erdőről erdőre vándorolt, és közben át kellett vágniuk a számukra szinte semmilyen tápértékkel nem rendelkező füves pusztákon.

## Evolúciójuk
Hogy mik voltak e család ősei, az jelenleg homályos, a fogazatuk hasonlósága alapján talán a Barytherium emlősnem lehetett. Annyi bizonyos, hogy az elefántféléktől már egészen korán elkülönültek a törzsfejlődés során. Első ismert fajuk a Chilgatherium harrisi volt, a késő oligocénban élt. Leleteit Afrikában találták meg, Viszonylag kis méretű volt, egy nagyobb disznó és egy kisebb víziló közötti termettel.
A korai miocén során a Prodeinotherium rend Eurázsiába vándorolt, testméretük pedig már egy kisebb elefántéval vetélkedett. A miocén során ez a testméret hatalmasra nőtt, annyira, hogy a Paraceratherium kihalása után a kapafogú őselefántok lettek a legnagyobb szárazföldi élőlények.
A pliocén kezdetétől a kapafogú őselefántoknak leáldozott. A Deinotherium indicum körülbelül 7 millió évvel ezelőtt halt ki, feltehetőleg ugyanazért, mint a Paraceratherium (az élőhelyek elsivatagosodása illetve a füves pusztaságok előretörése miatt). Európában még kitartott a Deinotherium giganteum, de számuk fokozatosan csökkent, majd eltűntek. Legfrissebb leleteiket Romániában találták meg. Afrikában a pliocén során még élt fajuk, együtt az első emberfélékkel. Itt körülbelül 1 millió évvel ezelőtt haltak ki, utolsó fajuk a Deinotherium bozasi volt. Itteni kihalásuk oka nem tisztázott de ebben az időben több más afrikai állatfaj is kihalt.

## Rendszerezés
A családba az alábbi 2 alcsalád és 3 nem tartozik:
- †Chilgatheriinae Sanders, Kappelman & Rasmussen, 2004
  - †Chilgatherium Sanders, Kappelman, & Rasmussen, 2004 - késő oligocén; Etiópia[1]
- †Deinotheriinae
  - †Deinotherium Kaup, 1829 - középső miocén-kora pleisztocén; Afrika, Eurázsia[2] - típusnem
  - †Prodeinotherium Ehik, 1930 - kora-középső miocén; Afrika, Eurázsia[3][4][5]

## Fordítás
- Ez a szócikk részben vagy egészben  a   Deinotheriidae című angol Wikipédia-szócikk ezen változatának fordításán alapul.  Az eredeti cikk szerkesztőit annak laptörténete sorolja fel. Ez a jelzés csupán a megfogalmazás eredetét és a szerzői jogokat jelzi, nem szolgál a cikkben szereplő információk forrásmegjelöléseként.
- Ez a szócikk részben vagy egészben  a   Proboscidea#Classification című angol Wikipédia-szócikk ezen változatának fordításán alapul.  Az eredeti cikk szerkesztőit annak laptörténete sorolja fel. Ez a jelzés csupán a megfogalmazás eredetét és a szerzői jogokat jelzi, nem szolgál a cikkben szereplő információk forrásmegjelöléseként.